# Denis Laborde
Pour les articles homonymes, voir Laborde.
Denis Laborde, né en 1959 à Bayonne, est ethnologue, directeur de recherche au CNRS, directeur d’études à l’EHESS, ancien membre de la commission culture de la Fondation de France et du Comité National du CNRS. Avec ses doctorants de l'EHESS, il crée en 2014, à Bayonne, un centre de recherche des musiques du monde et le festival Haizebegi qui fait de la musique un outil pour comprendre les sociétés humaines.

## Biographie
Après des études au Conservatoire National Supérieur de Musique de Paris, Denis Laborde s’engage dans une carrière de musicien professionnel, enseigne au CNR de Cergy-Pontoise.
Il découvre alors l'anthropologie de la musique et obtient à l'EHESS un doctorat d’anthropologie sociale sur les improvisations poético-musicales du bertsulari basque.
Rédacteur en chef de la revue Ethnologie française, il entre au CNRS en 1997. Détaché auprès de la Mission historique française en Allemagne de Göttingen, puis au centre Marc Bloch de Berlin, il structure un réseau international de recherche sur les festivals de Musiques du Monde et œuvre au dialogue entre les disciplines qui ont en commun d'avoir la musique pour objet.
Depuis 2018, il dirige le [Basque Anthropological Research Institute on Music, Emotion and Human Societies https://ari.hypotheses.org/] – du CNRS à Bayonne.

### Ouvrages
- De Jean-Sébastien Bach à Glenn Gould. Magie du son et spectacle de la passion, Paris, L’Harmattan, 1997 ;
- Musiques à l’école, Paris, Éditions Bertrand-Lacoste, 1998 ;
- La Mémoire et l’Instant. Les improvisations chantées du bertsulari basque, Bayonne, Saint-Sébastien, Ed. Elkar, 2005 ;

### Direction d’ouvrages collectifs et de numéros de revue
- Identifier, enquêter, analyser, conserver... Tout un monde de musiques, Paris : L’Harmattan, 1996 ;
- (& Alf Lüdtke) Allemagne : l’interrogation, Numéro spécial de la revue Ethnologie française, 1997 ;
- La Question basque, Jakes Abeberry et al., Paris, Harmattan, 1998 ;
- Cultures – Esthétiques, numéro spécial de la revue Socio-Anthropologie (Nanterre, Université Paris X), 2000 ;
- Kantuketan. L’Univers du chant basque, Bayonne, Saint-Sébastien, Elkarlanean, 2002 ;
- Six Études sur la société basque, Paris, L’Harmattan, 2004 ;
- Désirs d’histoire. Politique, mémoire, identité, Paris, L’Harmattan, 2009
- Ramon Lazkano, (& Lionel Esparza, Germán Gan-Quesada, Martin Kaltenecker, Pierre Roullier), La ligne de craie. Paris, Publications de l’Ensemble 2e2m, 2011 ;
- Le Cas Royaumont, abbaye et fondation. Héritage, expérience, monument, création, Grane : Créaphis Éditions 2014.
- (& Gilles Delebarre) Le Projet Démos - Genèse, acteurs, enjeux, Philharmonie de Paris, 2019.
- (& Luc Charles-Dominique) Migrants musiciens, Genève, Cahiers d'Ethnomusicologie, 32, 2019.